# Růžový vrch
Růžový vrch je přírodní rezervace poblíž obce Chvalatice v okrese Znojmo v nadmořské výšce 350–426 metrů. Důvodem ochrany jsou přirozená rostlinná společenstva na prudkých, skalnatých srázech nad řekou Dyjí s vysokou biologickou a estetickou hodnotou.